# Bisbat de Mazara del Vallo

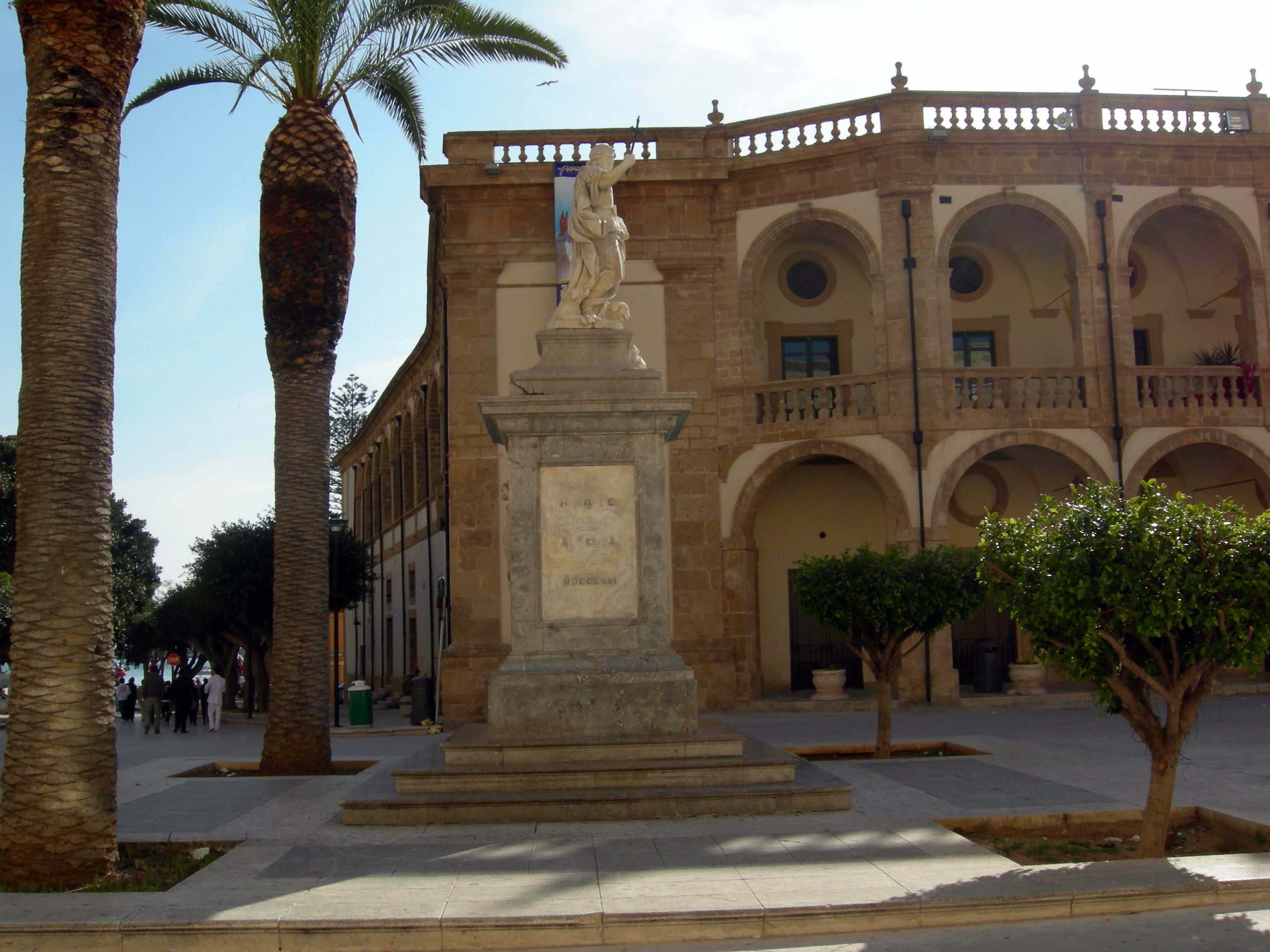
El seminari de Mazara del Vallo

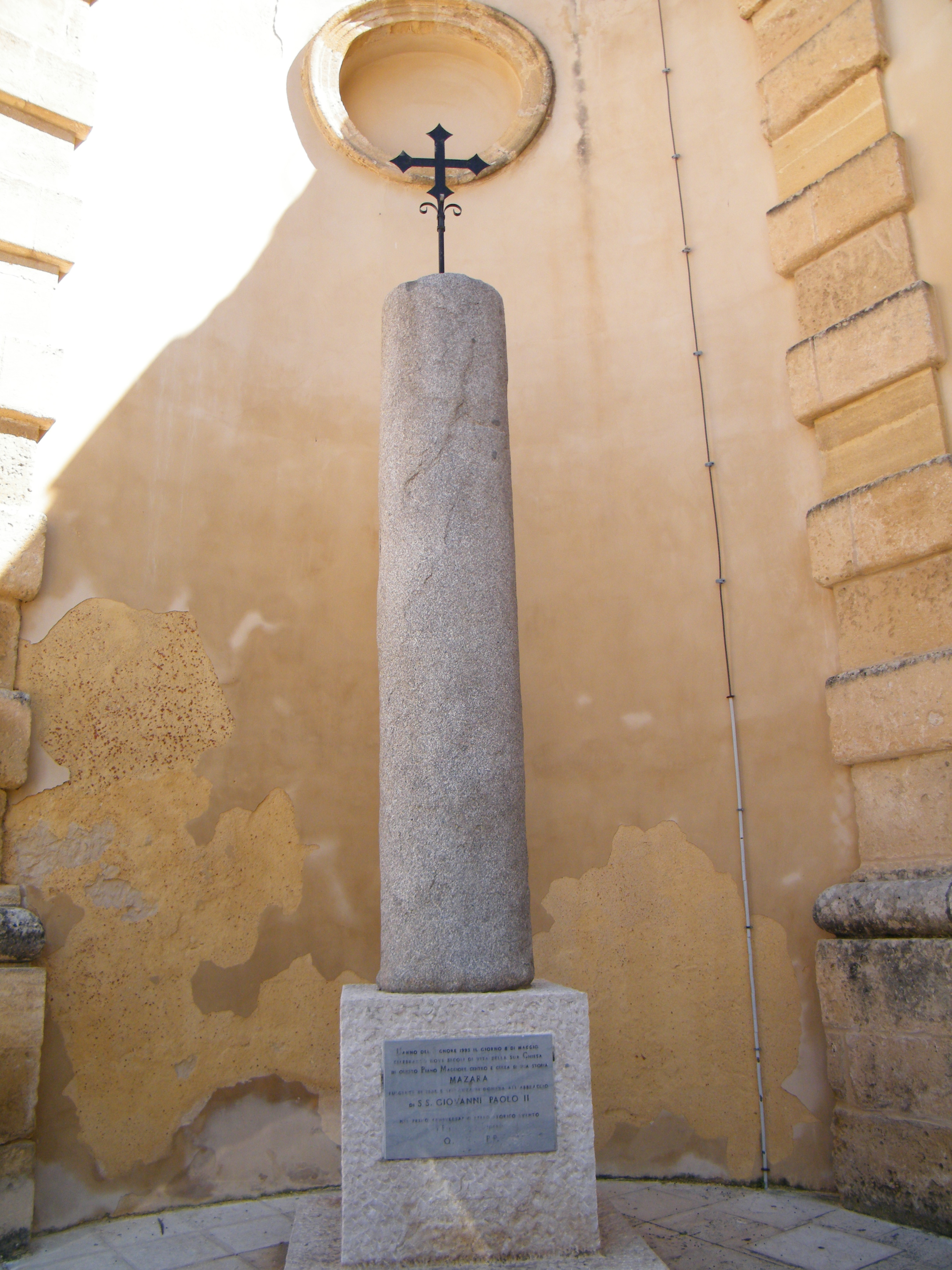
Columna de l'antiga església normanda

El bisbat de Mazara del Vallo (italià: diocesi di Mazara del Vallo; llatí: Dioecesis Mazariensis) és una seu de l'Església catòlica, sufragània de l'arquebisbat de Palerm, que pertany a la regió eclesiàstica Sicília. El 2013 tenia 210.652 batejats d'un total 231.450 habitants. Actualment està regida pel bisbe Domenico Mogavero.

## Territori
El territori de la diòcesi de Mazara abraça 13 municipis: Mazara del Vallo, Marsala, Petrosino, Campobello di Mazara, Castelvetrano, Salemi, Vita, Partanna, Santa Ninfa, Gibellina, Salaparuta, Poggioreale i Pantelleria, amb una població de 250.000 habitants.
La seu episcopal és la ciutat de Mazara del Vallo, on es troba la catedral del Santissimo Salvatore.
El territori està dividit en 63 parròquies.

## Història
La diòcesi de Mazara del Vallo, una de les més antigues de Sicília, va ser erigida en 1093 pels normands i específicament pel "Gran Comte" Roger d'Hauteville, que havia conquistat la ciutat en 1072. És l'hereva de l'antiga diòcesi de Lilibea.
Inicialment molt vasta, s'estenia des de la desembocadura del Belice fins al voltant de Palerm, incloent així l'actual província de Trapani i part de la de la capital.
El primer bisbe per ser nomenat va ser Stefano Ferro di Rouen (1093-1142), un parent del comte Roger, benedictí de l'abadia de Santa Eufemia a Calàbria i que havia instaurat diversos monestirs benedictins (masculins i femenins) en el territori.
El Papa Pasqual II va aprovar la creació de la diòcesi amb una butlla de 15 d'octubre de 1100. Des del principi la diòcesi va esdevenir sufragània de l'arxidiòcesi de Palerm.
En 1584 el bisbe Bernat Gascó va establir el seminari de la diòcesi.
Entre 1690 i 1694 es va reconstruir l'antiga catedral normanda, reestructurada l'any 1970 després del terratrèmol de 1968.
En 1797 davant el bisbe, el clergat i una gran multitud de fidels, la imatge que representa la Madonna del Paradís va ser vista com baixava en repetides ocasions els seus ulls. Va seguir un procés canònic regular, després de la qual cosa l'efígie va ser coronada en 1803.
Al maig de 1844, durant la reorganització de les Esglésies de Sicília, Mazara cedir la part nord de la diòcesi a favor de la construcció de la diòcesi de Trapani; també va donar alguns municipis a l'arxidiòcesi de Monreale.
Una nova cessió territorial es va produir el 24 de setembre de 1950, quan van ser traspassats a la diòcesi de Trapani els municipis d'Alcamo, Castellammare del Golfo i Calatafimi, mentre que l'illa de Pantelleria va esdevenir part de la diòcesi de Mazara.
La diòcesi va celebrar, el 1993, el novè centenari de la seva fundació, durant el qual va ser visitat pel Papa Joan Pau II: en memòria del fet el bisbe Emmanuel Catarinicchia va fer col·locar en l'espai davant de la catedral una columna de l'antiga catedral normanda, amb una inscripció a la base.
Al juny de 2014 el setmanari Panorama publicà un reportatge d'investigació on denunciava un forat a la diòcesi de Mazara del Vallo per quasi sis milions d'euros, i pel qual el bisbe Domenico Mogavero va ser rebut pel Papa. El bisbe, en una nota oficial, afirmà que el balanç de la diòcesi del darrer quinquenni seria verificat per un expert.

## Cronologia episcopal
- Stefano Ferro di Rouen, O.S.B. † (1093 - 1142)
- Umberto o Oberto † (1144 - 1155)
- Tustino † (1156 - 1180)
- Matteo † (? - 1186)
- Lorenzo † (1188 - ?)
- Anònim † (1193)
- Anònim † (1198 - 1199)
- Pietro † (1200 - 1201)
- Anònim † (citat el 1208)
- Anònim † (citat el 1215)
- Giuliano † (1220 - 1226)
- Giovanni † (1239 - 1245)
- Benvenuto † (1246 - 1254)
- Nicolò, O.Cist. † (1256 - 1270)
- Giovanni De Ferro † (1271 - 1283)
- Guglielmo † (1283 - 1288)
- Giovanni † (? - 1300 mort)
- Folco † (10 de gener de 1304 - ?)
- Goffredo De Roncioni † (1305 - dopo il 1313)
- Pellegrino De Pactis, O.P. † (1317 - circa 1326 mort)
- Pietro Rogato (o Rauna o Ragona), O.P. † (1326 - vers 1330 mort)
- Ferrer d'Abella, O.P. † (28 de setembre de 1330 - 30 d'agost de 1334 nomenat bisbe de Barcelona)
- Ugone da Vich o da Vicenza, O.P. † (14 de juny de 1335 - 1342 mort)
- Bernardo † (20 de novembre de 1342 - 1346 mort)
- Raimondo De Montechateno † (22 de juny de 1347 - 1349 mort)
- Guglielmo Monstrio † (15 de juny de 1349 - 23 de desembre de 1355 nomenat arquebisbe de Messina)
- Gregorio, O.S.B. † (24 d'abril de 1357 - 1361 mort)
- Francesco Di Catania † (1362 - 1363 mort)
- Ruggero Da Piazza, O.F.M. † (19 d'abril de 1363 - 20 de desembre de 1383 mort)
- Francesco De Regno, O.F.M. † (12 de maig de 1386 - 1388)
- Francesco, O.P. † (18 de març de 1388 - 1391)
  - Anastasio † (5 d'agost de 1388 - ?) (antibisbe)
- Francesco Vitale o De Vitalis † (14 de setembre de 1391 - 1414 mort)
  - Pietro, O.F.M. † (14 de juny de 1415 - ?) (antibisbe)
- Giovanni De Rosa † (1415 - 1448 mort)
  - Basilio Bessarione † (28 de març de 1449 - 26 de juliol de 1458 nomenat bisbe comendatari de Pamplona) (administrador apostòlic)
- Giovanni Burgio † (25 d'octubre de 1458 - 16 de novembre de 1467 nomenat arquebisbe de Palerm)
- Paolo Visconti, O.Carm. † (16 de novembre de 1467 - 6 de setembre de 1469 nomenat arquebisbe de Palerm)
- Giovanni Montaperto-Chiaromonte † (6 de setembre de 1469 - 25 d'octubre de 1485 mort)
- Giovanni Castrioto † (15 de març de 1486 - 1503 renuncià)
- Giovanni Villamarino † (1503 - 1525 mort)
- Agostino De Francisco † (21 de juliol de 1525 - 1526 mort o renuncià)
- Girolamo De Francisco † (12 de desembre de 1526 - 1530 mort)
- Giovanni Omodei † (14 de desembre de 1530 - 1 de febrer de 1542 mort)
- Girolamo Termine o De Terminis † (6 d'agost de 1543 - 27 d'octubre de 1561 mort)
- Giacomo Lomellino Del Campo † (17 d'abril de 1562 - 10 de gener de 1571 nomenat arquebisbe de Palerm)
- Juan Beltrán de Guevara † (24 de setembre de 1571 - 16 de gener de 1573 renuncià)
- Antonio Lombardo † (16 de gener de 1573 - 30 de març de 1579 nomenat bisbe d'Agrigent)
- Bernardo Gascó † (30 de març de 1579 - 14 d'agost de 1586 mort)
- Luciano Rosso o De Rubeis † (23 de gener de 1589 - 28 d'octubre de 1602 mort)
- Giovanni De Gantes † (28 d'abril de 1604 - 24 de setembre de 1605 mort)
- Marco La Cava † (5 de desembre de 1605 - 4 d'agost de 1626 mort)
  - Sede vacante (1626-1630)
- Francisco Sánchez Villanueva y Vega † (23 de setembre de 1630 - 9 de juliol de 1635 nomenat arquebisbe, a títol personal, de les Illes Canàries)
- Giovanni Domenico Spinola † (1 de desembre de 1636 - 11 d'agost de 1646 mort)
- Diego Requesens † (7 d'octubre de 1647 - 21 de març de 1650 mort)
- Carlo Impellizzeri † (19 de desembre de 1650 - 31 d'octubre de 1654 mort)
- Juan Lozano, O.S.A. † (29 de maig de 1656 - 4 de febrer de 1669 nomenat arquebisbe de Palerm)
- Giuseppe Cigala, C.R. † (30 de juny de 1670 - 9 de maig de 1678 nomenat arquebisbe de Messina)
  - Sede vacante (1678-1681)
- Carlo Reggio † (28 d'abril de 1681 - 14 de novembre de 1683 mort)
- Francesco Maria Graffeo, O.F.M.Conv. † (30 d'abril de 1685 - 16 de gener de 1695 mort)
- Bartolomeo Castelli, C.R. † (28 de novembre de 1695 - 5 d'abril de 1730 mort)
- Alessandro Caputo, O.Carm. † (21 de maig de 1731 - 24 de febrer de 1741 mort)
- Giuseppe Stella † (9 de juliol de 1742 - 7 de setembre de 1758 mort)
- Girolamo Palerm, C.R. † (4 d'abril de 1759 - 25 de juny de 1765 renuncià)
- Michele Scavo † (6 d'agost de 1766 - novembre de 1771 mort)
- Ugone Papé di Valdina † (14 de desembre de 1772 - 13 de gener de 1791 mort)
- Orazio Della Torre † (3 de desembre de 1792 - 21 de desembre de 1811 mort)[4]
  - Sede vacante (1811-1816)
- Emmanuele Custo † (23 de setembre de 1816 - 8 de juliol de 1829 mort)
  - Sede vacante (1829-1832)
- Luigi Scalabrini † (17 de desembre de 1832 - 1842 mort)
  - Sede vacante (1842-1845)
- Antonio Salomone † (20 de gener de 1845 - 21 de desembre de 1857 nomenat arquebisbe de Salern)
- Carmelo Valenti, C.SS.R. † (27 de setembre de 1858 - 22 de setembre de 1882 mort)
- Antonio Maria Saeli, C.SS.R. † (22 de setembre de 1882 - 5 de març de 1900 mort)
- Gaetano Quattrocchi † (15 de juny de 1900 - 1 d'abril de 1903 renuncià)
- Nicola Maria Audino † (22 de juny de 1903 - 21 de juny de 1933 mort)
- Salvatore Ballo Guercio † (18 de setembre de 1933 - 8 d'agost de 1949 renuncià)
- Gioacchino Di Leo † (5 de juliol de 1950 - 8 d'octubre de 1963 mort)
- Giuseppe Mancuso † (26 de desembre de 1963 - 21 de març de 1977 jubilat)
- Costantino Trapani, O.F.M. † (21 de març de 1977 - 7 de desembre de 1987 jubilat)
- Emanuele Catarinicchia (7 de desembre de 1987 - 15 de novembre de 2002 jubilat)
- Calogero La Piana, S.D.B. (15 de novembre de 2002 - 18 de novembre de 2006 nomenat arquebisbe de Messina-Lipari-Santa Lucia del Mela)
- Domenico Mogavero, des del 22 de febrer de 2007

## Bisbes nats a la diòcesi
- Mariano Crociata, bisbe de Latina-Terracina-Sezze-Priverno
- Vito Rallo, arquebisbe titular d'Alba i nunci apostòlic a Níger i Burkina Faso

## Estadístiques
A finals del 2013, la diòcesi tenia 210.652 batejats sobre una població de 231.450 persones, equivalent 91,0% del total.
| any  | població | població | població | sacerdots | sacerdots       | sacerdots       | sacerdots             | diaques | religiosos | religiosos | parroquies |
| ---- | -------- | -------- | -------- | --------- | --------------- | --------------- | --------------------- | ------- | ---------- | ---------- | ---------- |
| any  | batejats | total    | %        | total     | clergat secular | clergat regular | batejats por sacerdot | diaques | homes      | dones      |            |
| 1950 | 275.800  | 275.800  | 100,0    | 223       | 189             | 34              | 1.236                 |         | 42         | 314        | 58         |
| 1970 | 226.183  | 227.183  | 99,6     | 140       | 120             | 20              | 1.615                 |         | 29         | 226        | 56         |
| 1980 | 229.700  | 236.900  | 97,0     | 114       | 80              | 34              | 2.014                 |         | 42         | 230        | 61         |
| 1990 | 222.723  | 231.562  | 96,2     | 103       | 68              | 35              | 2.162                 |         | 41         | 216        | 78         |
| 1999 | 223.358  | 234.693  | 95,2     | 100       | 70              | 30              | 2.233                 |         | 36         | 241        | 77         |
| 2000 | 223.124  | 233.951  | 95,4     | 101       | 71              | 30              | 2.209                 |         | 36         | 241        | 77         |
| 2001 | 223.250  | 234.592  | 95,2     | 100       | 72              | 28              | 2.232                 |         | 34         | 241        | 77         |
| 2002 | 223.025  | 234.295  | 95,2     | 95        | 71              | 24              | 2.347                 |         | 30         | 241        | 77         |
| 2003 | 222.965  | 233.592  | 95,5     | 96        | 73              | 23              | 2.322                 |         | 29         | 241        | 77         |
| 2004 | 220.659  | 233.706  | 94,4     | 95        | 70              | 25              | 2.322                 |         | 31         | 241        | 77         |
| 2005 | 221.096  | 235.409  | 93,9     | 94        | 68              | 26              | 2.352                 |         | 33         | 163        | 77         |
| 2006 | 220.906  | 235.600  | 93,8     | 94        | 66              | 28              | 2.350                 |         | 35         | 163        | 77         |
| 2010 | 223.000  | 237.000  | 94,0     | 94        | 71              | 23              | 2.372                 |         | 32         | 136        | 65         |
| 2013 | 210.652  | 231.450  | 91,0     | 100       | 70              | 30              | 2.106                 | 1       | 38         | 131        | 63         |